# Autor (film)
Autor (hiszp. El autor) – hiszpańsko-meksykański dramat filmowy z 2017 roku w reżyserii Manuela Martína Cuenki. Ekranizacja powieści El móvil autorstwa Javiera Cercasa z 1987 roku. Zdjęcia kręcono w Sewilli.
Film otrzymał dwie nagrody Goya: dla najlepszego aktora (Javier Gutiérrez) i najlepszej aktorki drugoplanowej (Adelfa Calvo). Obraz nominowano do tej nagrody również w siedmiu innych kategoriach.

## Fabuła
Álvaro, pracujący na co dzień w kancelarii notarialnej w Sewilli, marzy o karierze pisarza. Od lat chodzi na kurs do uznanego nauczyciela pisania, ale nie ma prawdziwego talentu w tym kierunku. Gdy odkrywa zdradę swojej żony, odnoszącej sukcesy jako autorka literatury popularnej, wyprowadza się z domu do wynajętego mieszkania. Poprzez serię intryg stara się tak manipulować wydarzeniami w życiu swoich sąsiadów, aby ułożyły się w gotową fabułę do wykorzystania w książce.

## Obsada
- Javier Gutiérrez jako Álvaro
- María León jako Amanda, jego żona
- Adelfa Calvo jako dozorczyni
- Adriana Paz jako Irene, sąsiadka pochodząca z Meksyku
- Ténoch Huerta jako Enrique, sąsiad pochodzący z Meksyku
- Antonio de la Torre jako Juan, nauczyciel pisania
- Rafael Téllez jako pan Montero, sąsiad w podeszłym wieku

## Nagrody

### Nagrody Goya
- nagrody: najlepszy aktor (Javier Gutiérrez), najlepsza aktorka drugoplanowa (Adelfa Calvo)
- nominacje: najlepszy film, najlepszy aktor drugoplanowy (Antonio de la Torre), najlepszy debiut aktorki (Adriana Paz), najlepszy reżyser (Manuel Martín Cuenca), najlepszy scenariusz adaptowany (Alejandro Hernández, Manuel Martín Cuenca), najlepszy dźwięk, najlepsza piosenka oryginalna (José Luis Perales jako utwór Algunas veces)